# Церква Собору Пресвятої Богородиці (Буцики)

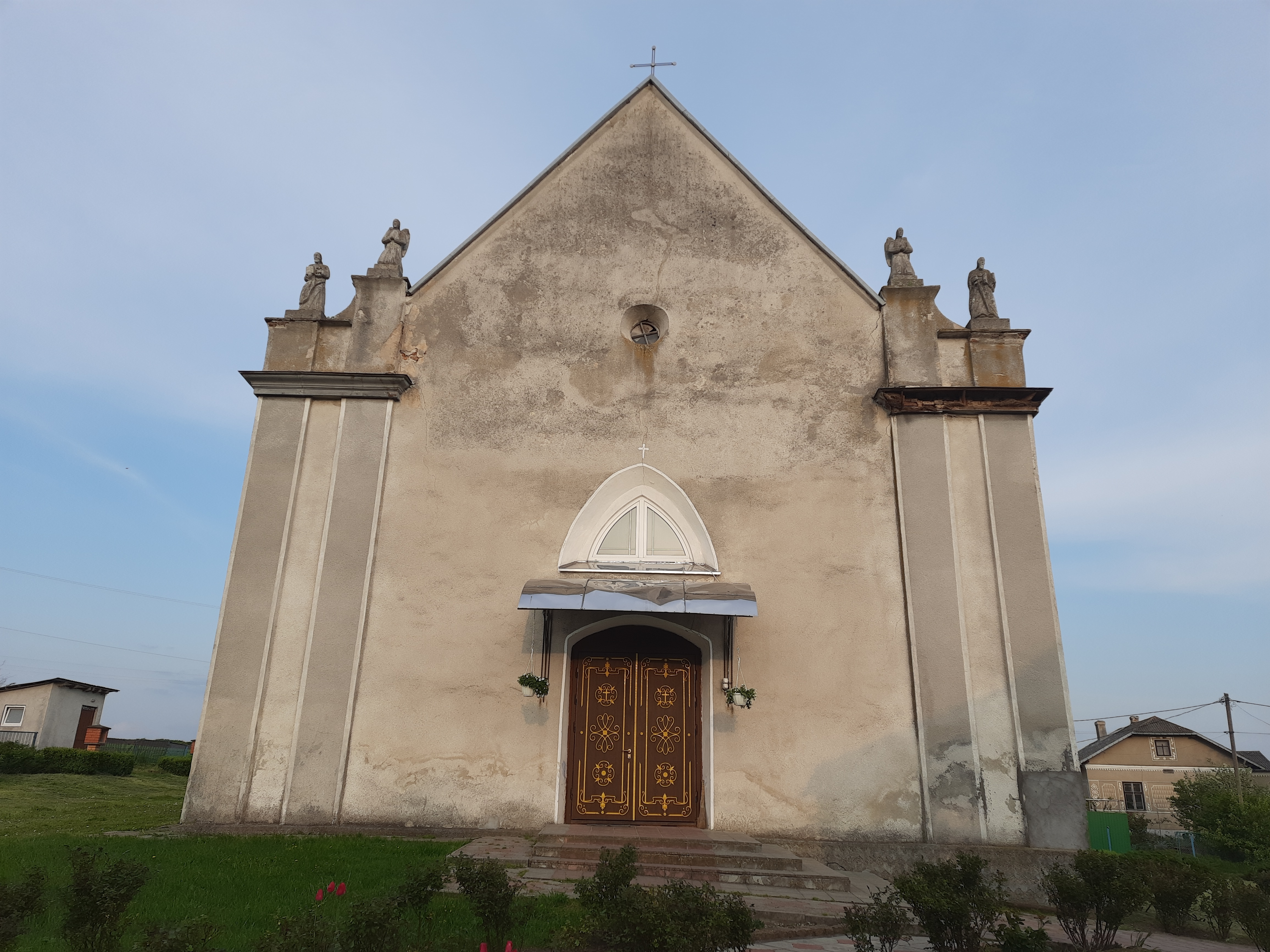
Церква Собору Пресвятої Богородиці

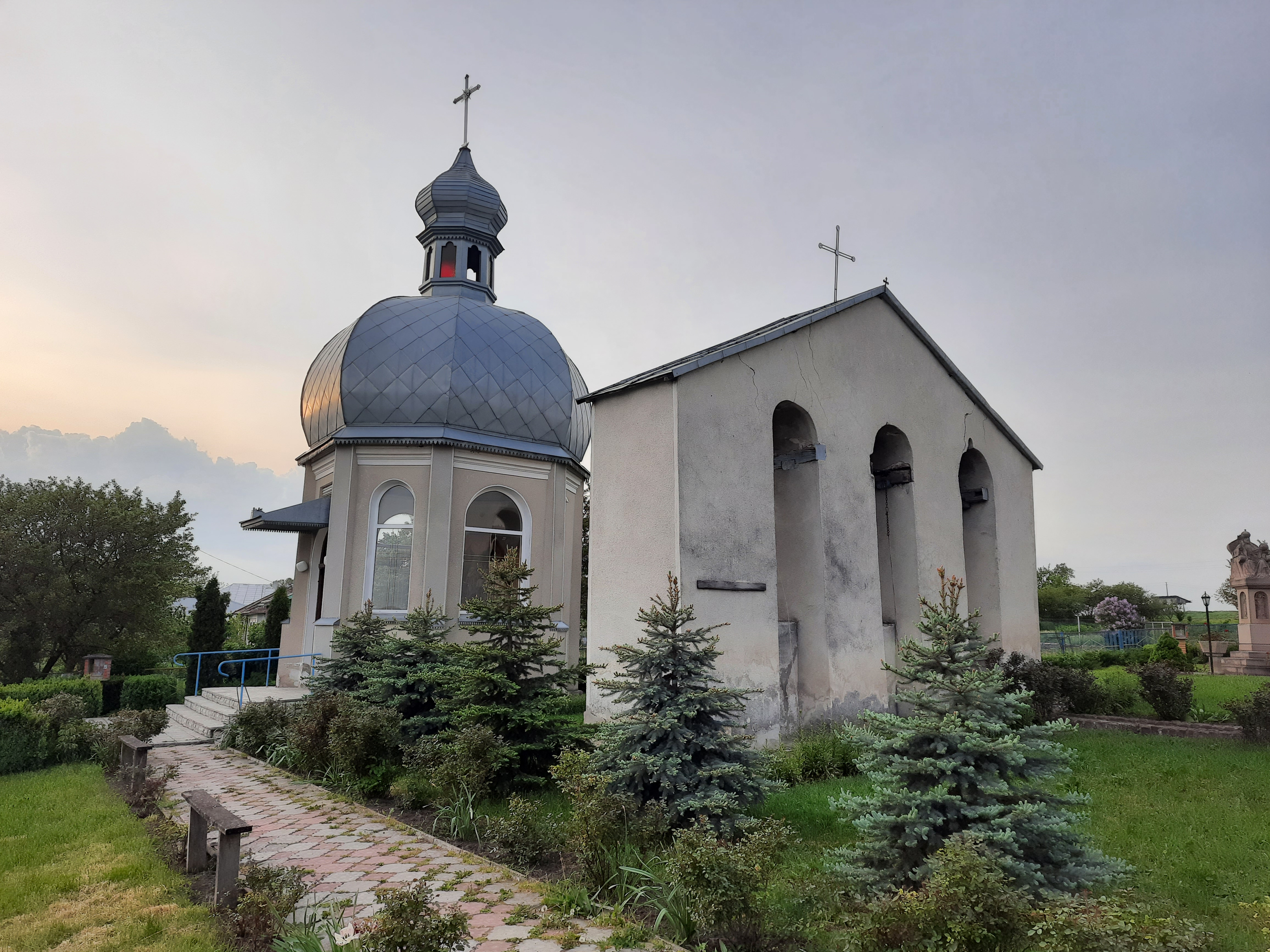
Церковна капличка і дзвіниця.

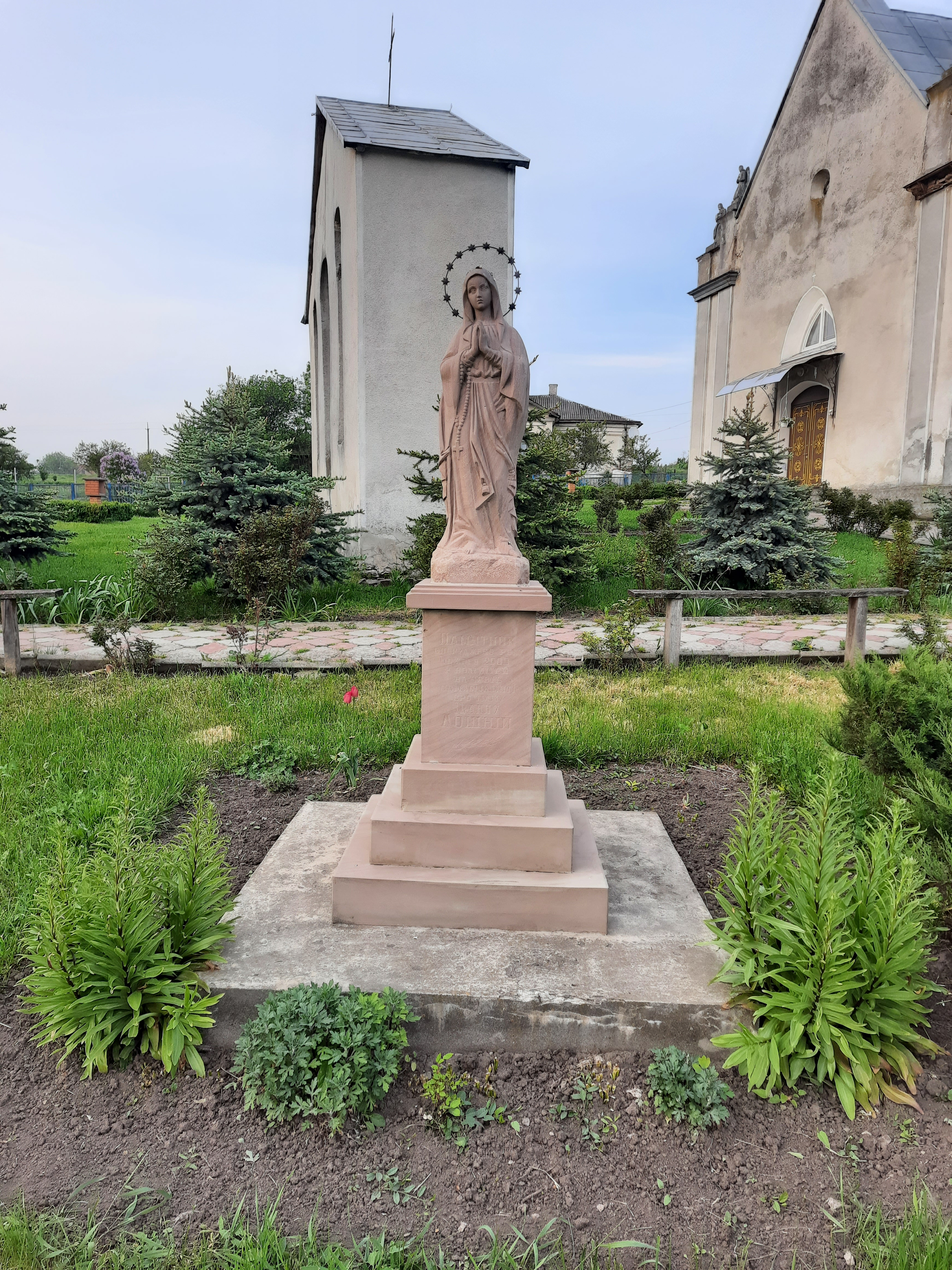
«Фігура» біля церкви

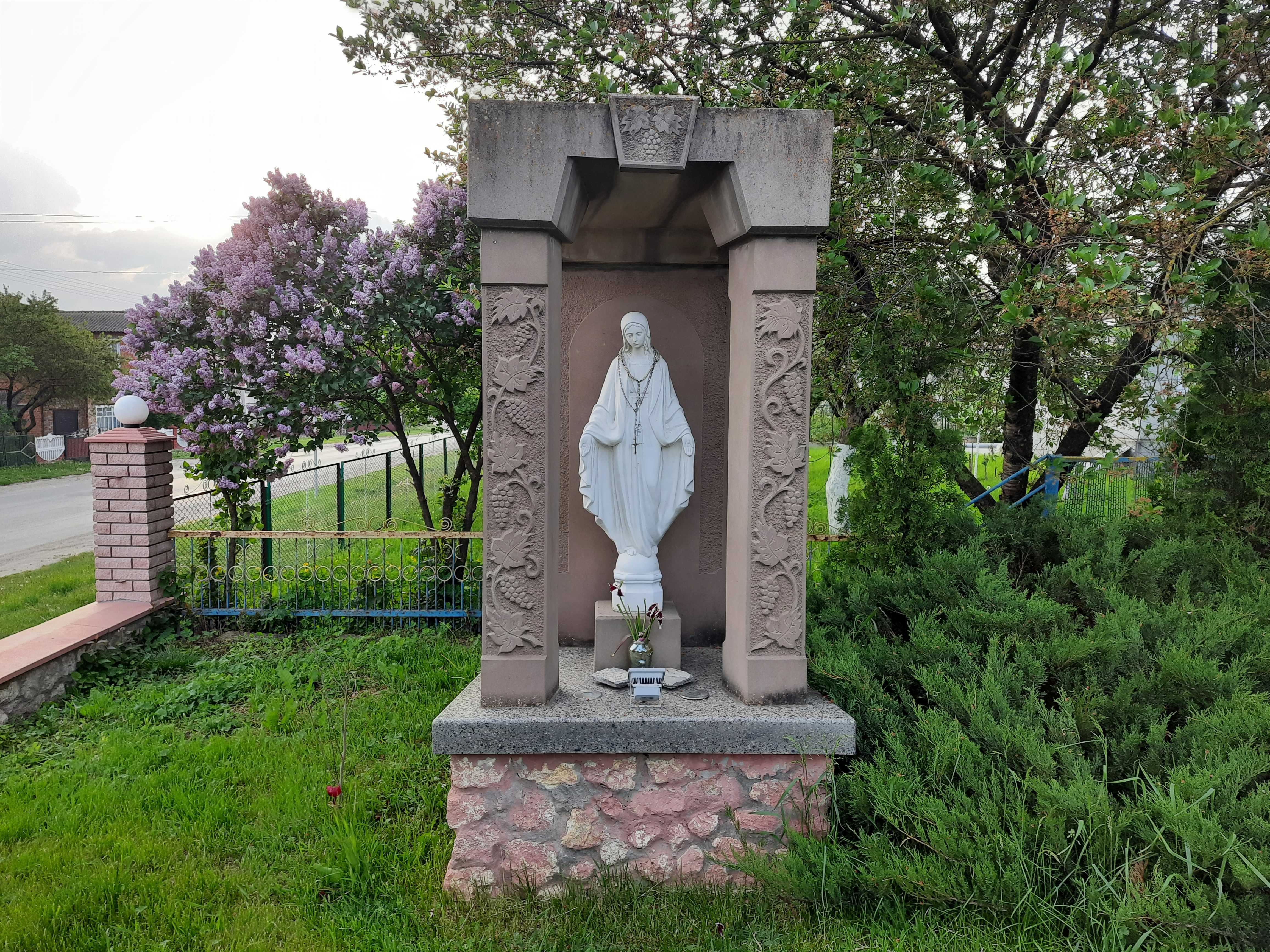
«Фігура» біля церкви

Церква Собору Пресвятої Богородиці в Буциках — культова споруда, діючий храм у с. Буциках Чортківського району Тернопільської області.
Перебуває у користуванні однойменних парафій Української греко-католицької церкви та Православної церкви України.
Оголошена пам'яткою архітектури місцевого значення (охоронний номер 1871).

## Історія
1624 року в селі споруджено дерев'яну церкву Втечі до Єгипту Пресвятої Діви Марії з трьома верхами, під ґонтом, яка діяла до 1794 року.
Перші дані про храм Собору Пресвятої Богородиці датуються 1759 роком.
У 1852 р. о. Ілля Заневич розпочав будівництво нового, кам'яного храму Пресвятої Діви Марії, який завершено 1861 року вже після його смерті. Храм збудовано за кошти графів Пінінських. У 1873 році святиню розмалювали, у 1991 році — реставрували.
У 1947 р. релігійна громада перейшла до РПЦ і тоді ж на парафію призначили першого православного священика — о. Петра Куняха. Саме за його служіння весною 1962 року державна влада церкву закрила і вірні змушені були відвідувати богослужіння у селищі Гримайлові, у храмі Покрови Пресвятої Богородиці.
Від 1963 до 1988 року храм був недіючим.
У 1989 році відправи у храмі відновлено у приналежності до РПЦ. Від 1991 року тут відбуваються почергові відправи двох громад — УГКЦ та ПЦУ (до 2018 УПЦ КП).
У 2011 році стараннями родин Безкоровайних, Білінських та Пилипишиних навколо храму було збудовано стації Хресної дороги.

## Парафія УГКЦ
До парафії належить приблизно 300 осіб.
За служіння о. Івана Козія на церковному подвір'ї розпочато будівництво деканальної каплиці Зарваницької Матері Божої. У 1998 році каплицю освятив о. митрат Василь Семенюк.
При церкві діють: спільнота «Матері в молитві» (очолює Є. Безкоровайна), вівтарна дружина (М. Ящишин), спільнота «Сім'ї Найсвятішого Серця Ісусового». Катехизацію проводить парох о. Степан Боднар і катехит Ірина Боднар.

## Парафія УПЦ КП
До парафії належить приблизно 140 осіб.

## Парохи
| Ім'я                              | Роки                             | Коротка довідка |
| --------------------------------- | -------------------------------- | --- |
| о. Григорій Гриневич              | не пізніше 1742 — до ?           | Служив у дерев'яній церкві Втечі до Єгипту Пресвятої Діви Марії. |
| о. Василь Риневич                 | не пізніше 1762 — не раніше 1773 | |
| о. Тома Майковський               | 1794                             | |
| о. Теодор Барутович               | 1794 — 1811                      | |
| о. Ілля Заневич                   | 1811 — до ?                      | Служив у новозбудованому храмі Пресвятої Діви Марії |
| о. Антон Ільницький               | 1853                             | адміністратор |
| о. Теофіл Глібовицький            | 1854-1860                        | адміністратор |
| о. Іван Ганкевич                  | 1861 — 1894                      | |
| о. Корнилій Слюзар                | 1895 — 1906                      | |
| о. Семен Шпіцер                   | 1906 — 1908 (1910)               | Польовий священик, майор, дід колишнього міського голови Львова Василя Шпіцера. Мав відзнаки: 1. Лицарський хрест ордена Франца-Йосифа з військовою декорою і мечами 2. Срібний духовний хрест заслуги ІІ кл. 3. Karl-Truppen Kreuz-ом — за перебування в окопах понад три місяці 4. Почесний хрест II кл. Червоного Хреста 5. Медаль поранених 6. Ювілейний хрест з 1908 року. |
| о. Корнилій Слюзар                | 1908 — 1931                      | Займав активну громадську позицію, завдяки йому в селі збудовано читальню «Просвіти». Помер 11 квітня 1933 р. Похований на місцевому цвинтарі. |
| о. Дмитро Кулик                   | 1931 — 1932                      | |
| о. Грицай                         | 1932 — 1935                      | |
| о. Іван Прокопович                | 1935 — 1940                      | |
| протоієрей о. Михайло Рокіцький   | 1940 — 1945                      | У 1938 році він закінчив факультет теології в Римі. Володів італійською, польською та німецькою мовами. |
| о. Гайдукевич                     | 1945 — 1946                      | |
| о. Дерлиця                        | 1946 — 1947                      | |
| о. Петро Кунях                    | від 1947                         | Переселенець із Польщі. У село приїхав з кількома сім'ями парафіян. Похований на Буциківському кладовищі. |
| о. Андрій Бойко                   | 1988 — 1989                      | |
| о. В'ячеслав Швець (УПЦ КП)       | на початку 1990-х                | |
| протоієрей Валерій Пашко (УПЦ КП) | від 1992 і донині                | |
| о. Іван Козій (УГКЦ)              | 1991 — 1996                      | |
| о. Степан Боднар (УГКЦ)           | від 1996 і донині                | |